# Bloqueo de Stralsund (1757)
El bloqueo de Stralsund ocurrió durante la guerra de los Siete Años, cuando una fuerza prusiana rodeó a la guarnición sueca de Stralsund, la capital de la Pomerania sueca. En lugar de realizar un asedio formal al puerto, los prusianos la aislaron por tierra y la bloquearon. No pudieron aislarla por vía marítima, ya que Prusia no contaba con una flota. Finalmente el bloqueo fue abandonado cuando la mayoría de las fuerzas prusianas fueron retiradas para pelear en otros teatros de operaciones.

## Antecedentes
Suecia había entrado en la guerra de los Siete Años en 1757, al lado de Francia, Rusia, Austria y Sajonia en su alianza contra Prusia. Durante el otoño de 1757, mientras las tropas prusianas combatían en otros lugares, los suecos habían podido avanzar hacia el sur y ocupar una gran parte de Pomerania. Luego de la retirada rusa de la Prusia Oriental después de la batalla de Gross-Jägersdorf, Federico el Grande ordenó a su General Hans von Lehwaldt que se trasladara al oeste, a Stettin, para enfrentarse a los suecos. Las tropas prusianas estaban mejor equipadas y entrenadas que los suecos, y en poco tiempo los obligaron a retirarse a la Pomerania Sueca. Prusia continuó con su avance, tomando Anclad y Demmin. Tras los avances de Prusia, los suecos solo dominaban Stralsund y la isla de Rügen. Fredrik von Rosen fue enviado para ponerse al mando de las fuerzas suecas restantes en Pomerania.

## Bloqueo
Dado que Stralsund no se iba a rendir, se hizo evidente de que los prusianos necesitarían apoyo naval para obligarle a rendirse. En vista de esto, Federico envió, en repetidas ocasiones, solicitudes a sus aliados británicos para que mandasen una flota al mar Báltico. Temerosos de que una acción de este tipo podría envolverlos en una guerra con Suecia o Rusia, con quienes se encontraban en paz, los británicos negaron la solicitud de Prusia. Justificaron su decisión explicando que sus navíos eran necesitados en otros lados. El no haber obtenido el apoyo de la Real Armada Británica fue un factor decisivo para el fracaso prusiano en la toma de Stralsund.
Durante este periodo los prusianos reclutaron hombres en forma forzosa del territorio ocupado de la Pomerania Sueca. Los franceses tuvieron que mantener el esfuerzo militar de los suecos mediante subsidios y pagando a Dinamarca para que no entrara en la guerra del lado de Prusia.

## Eventos posteriores
Cuando comenzó la temporada de campañas de 1758, las fuerzas prusianas alrededor de Stralsund eran requeridas más urgentemente en el frente ruso y casi todas fueron retiradas, terminando así el bloqueo. Hasta que Prusia sufrió una derrota decisiva en la batalla de Kunersdorf en 1759 y sus fuerzas se hallaban nuevamente ligadas a otros frentes, los suecos no pudieron reanudar la ofensiva y ganar la batalla de Frisches Haff. Pese a esto los suecos solo hicieron avances limitados y en 1762, cuando los rusos se retiraron de la guerra, los suecos hicieron la paz con Prusia en el Tratado de Hamburgo (1762).